# Bülent Cihantimur
 (avril 2023).
La mise en forme du texte ne suit pas les recommandations de Wikipédia : il faut le « wikifier ».
Les points d'amélioration suivants sont les cas les plus fréquents. Le détail des points à revoir est peut-être précisé sur la page de discussion.
- Les titres sont pré-formatés par le logiciel. Ils ne sont ni en capitales, ni en gras.
- Le texte ne doit pas être écrit en capitales (les noms de famille non plus), ni en gras, ni en italique, ni en « petit »…
- Le gras n'est utilisé que pour surligner le titre de l'article dans l'introduction, une seule fois.
- L'italique est rarement utilisé : mots en langue étrangère, titres d'œuvres, noms de bateaux, etc.
- Les citations ne sont pas en italique mais en corps de texte normal. Elles sont entourées par des guillemets français : « et ».
- Les listes à puces sont à éviter, des paragraphes rédigés étant largement préférés. Les tableaux sont à réserver à la présentation de données structurées (résultats, etc.).
- Les appels de note de bas de page (petits chiffres en exposant, introduits par l'outil «  Source ») sont à placer entre la fin de phrase et le point final[comme ça].
- Les liens internes (vers d'autres articles de Wikipédia) sont à choisir avec parcimonie. Créez des liens vers des articles approfondissant le sujet. Les termes génériques sans rapport avec le sujet sont à éviter, ainsi que les répétitions de liens vers un même terme.
- Les liens externes sont à placer uniquement dans une section « Liens externes », à la fin de l'article. Ces liens sont à choisir avec parcimonie suivant les règles définies. Si un lien sert de source à l'article, son insertion dans le texte est à faire par les notes de bas de page.
- La présentation des références doit suivre les conventions bibliographiques. Il est recommandé d'utiliser les modèles {{Ouvrage}}, {{Chapitre}}, {{Article}}, {{Lien web}} et/ou {{Bibliographie}}. Le mode d'édition visuel peut mettre en forme automatiquement les références.
- Insérer une infobox (cadre d'informations à droite) n'est pas obligatoire pour parachever la mise en page.

Pour une aide détaillée, merci de consulter Aide:Wikification.
Si vous pensez que ces points ont été résolus, vous pouvez retirer ce bandeau et améliorer la mise en forme d'un autre article.
 (avril 2023).
Bülent Cihantimur (également connu sous le nom de Docteur B) est un chirurgien plastique, reconstructeur et esthétique turc reconnu pour son expertise dans le rajeunissement du visage et le remodelage total du corps.

## Biographie

### Éducation précoce et carrière
Bülent Cihantimur a obtenu son diplôme de médecine à la faculté de médecine Çapa de l'université d'Istanbul en 1992, puis a terminé sa formation spécialisée au département de chirurgie plastique, reconstructive et esthétique de la faculté de médecine de l'université Bursa Uludağ en 1999,,,,,,.
En 1998, il a également eu l'opportunité de travailler comme observateur au St. Lawrence Hospital en Angleterre. Cihantimur est membre de plusieurs organisations médicales, dont l'American Academy of Cosmetic Surgery|Académie américaine de chirurgie esthétique (AACS), la Société de chirurgie plastique esthétique et la Société internationale de chirurgie plastique (ISAPS),. En 1999, Bülent Cihantimur a créé Estetik International Health Group à Istanbul, en Turquie, qui propose une gamme de procédures cosmétiques. Récemment, un nouveau centre de chirurgie plastique, Estetik International Quasar, a été inauguré à Istanbul. Estetik International possède huit cliniques agréées situées dans diverses villes turques et des bureaux de représentation à Dubaï, en Allemagne, en Suède et au Royaume-Uni. En décembre 2016, Cihantimur a fondé la clinique Doctor B.
Cihantimur est également apparu dans la série TLCTV Is This Me?  et a écrit un livre en turc intitulé Reject Aging en 2016.

### Travail de recherche
Bülent Cihantimur est l'auteur de quatorze publications scientifiques sur la chirurgie plastique et est bien connu pour ses nombreuses techniques innovantes et ses découvertes. Il s'agit notamment du traitement des tendonitis et des ténosynovitis du doigt sans incision, de l'otoplastie sans incision, de la liposculpture (transfert de tissu adipeux) selon la méthode Cihantimur, du lifting et du lifting mammaire « web », et de l'augmentation brésilienne des fesses selon la méthode DrB. Ses contributions au domaine de la chirurgie plastique ont été largement reconnues.

## Distinctions
Bülent Cihantimur a reçu plusieurs prix pour ses contributions au domaine de la chirurgie esthétique. En 2014, il a reçu le Golden Bistoury au Congrès Mondial de Chirurgie Esthétique à Monaco pour son traitement unique de vaginoplastie, ainsi que le Golden Scalpel Trophy. Il a également reçu le prix d'excellence de la Tatweej Academy en reconnaissance de ses contributions à la chirurgie esthétique et à la croissance du tourisme de santé. En 2018, Cihantimur a reçu le prix du meilleur chirurgien plasticien de Fashion TV et le prix pour sa contribution au développement de la chirurgie plastique au congrès d'esthétique et de médecine anti-âge en Azerbaïdjan,,,,,,.

## Publications notables
- (en) Bülent Cihantimur, Selçuk Akin & Mesut Özcan (1998), Percutaneous treatment of trigger finger: 34 fingers followed 0.5-2 years, Acta Orthopaedica Scandinavica, 69:2, 167-168, DOI: 10.3109/17453679809117620[16],[17],[18]
- (en) Cihantimur, B., Karacalar, A. & Özcan, M. Allogeneic substitute for fingernails. E J Plastic Surg 22, 44–45 (1999)[19],[20].
- (en) Cihantimur, B., Kahveci, R. & Özcan, M. Comparing Kaltostat with Jelonet in the treatment of split-thickness skin graft donor sites. Eur J Plast Surg 20, 260–263 (1997)[21],[22].
- (en) Cihantimur, B., Akin, S. & Özcan, M. Clear cell hidradenoma of the index finger. Eur J Plast Surg 20, 318–319 (1997)[23],[24].
- (en) Aktan, T.M., Duman, S., Cihantimur, B. (2011). Cellular and Molecular Aspects of Adipose Tissue. In: Illouz, YG., Sterodimas, A. (eds) Adipose Stem Cells and Regenerative Medicine. Springer, Berlin, Heidelberg[25],[26].
- (en) Duman, S.; Aktan, T. M.; Cuce, G.; Cihantimur, B.; Tokac, M. & Akbulut, H. Efectos de la centrifugación de Lipokit® sobre la morfología y las células residentes del tejido adiposo. Int. J. Morphol., 31(1):55-63, 2013[27].
- (en) Cihantimur, B., Herold, C. Genital Beautification: A Concept That Offers More Than Reduction of the Labia Minora. Aesth Plast Surg 37, 1128–1133 (2013)[28],[29],[30].
- (en) Ersen, B., Sarialtin, Y., Cihantimur, B. et al. A New Otoplasty Procedure : Combination of Perichondrio-Adipo-Dermal Flap, Posterior Auricular Muscle Transpositioning and Cartilage Suturing to Decrease the Post-Operative Complication Rates. Eur J Plast Surg 41, 557–562 (2018)[31],[32].
- (en) Aksoz, A., Hatipoglu, M., Ersen, B. et al. Investigation and analysis of 1030 primary hair transplantation cases: a retrospective study. Eur J Plast Surg 42, 19–28 (2019)[33],[34].
- (en) Bülent Cihantimur., et al. A Minimal Invasive Entry; Punch Tool, Acta Scientific Medical Sciences 5.1 (2021) : 56-58[35],[36].
- (en) Bülent Cihantimur., et al. B-SHOT a New Technique in Genital Area Rejuvenation; Co-Injection of Stromal Vascular Fraction and Adipose-Derived Mesenchymal Stem Cell. Acta Scientific Medical Sciences 5.6 (2021): 158-166[37],[38].
- (en) Cihantimur, B., Aglamis, O. & Ozsular, Y. 360 Genital Fat Transfer. Aesth Plast Surg 45, 2996–3002 (2021)[39],[40],[41].
- (en) Cihantimur B, Nesi GM, Cole JP (2022), Organic Hair Transplantation: A New Concept in Hair Transplantation. Plast Surg Mod Tech 6 : 161. DOI: 10.29011/2577-1701.100061[42],[43]
- (en) Cihantimur B, Moret G, Ünal G. Fat Juice: A Novel Approach on the Usage and Preparation of Adipose Tissue Byproducts. Aesthet Surg J. 2022 Aug 18:sjac226. doi: 10.1093/asj/sjac226. Epub ahead of print. PMID 35980950[44],[45],[46].